# Velká cena Masarykova 1937
Sedmý závod automobilů typu Grand Prix na Masarykově okruhu u Brna se uskutečnil v neděli 26. září 1937 jako Velká cena Masarykova, po prezidentu Československa T. G. Masarykovi (14. listopadu 1918 – 14. prosince 1935). Masarykova Grand Prix byla posledním velkým okruhovým závodem sezóny a byla 22. podnikem sezóny Grand Prix 1937. V  Mistrovství Evropy jezdců vypsaném asociací AIACR (pozdější FIA), kam patřily Grand Prix Belgie, Německa, Monaka, Švýcarska a Itálie, se Mistrem Evropy stal Rudolf Caracciola před Manfredem von Brauchitschem. Christian Kautz s Hermannem Langem společně skončili na děleném 3. místě (všichni Mercedes-Benz W 125). Poprvé se v Brně jely dva samostatné závody: Velká cena Masarykova pro vozy Grand Prix (nad 1,5 l) a Cena města Brna pro vozy kategorie Voiturette (do 1,5 l). Dvouletá přestávka velké ceně prospěla, zaplnilo se startovní pole i divácké ochozy.

## Startující vozy a jezdci
Velká cena Masarykova, která měla sedmou reprízu, byla velkolepým epilogem všech velkých cen sezóny 1937. Závod soustředil na startu všechny nejlepší automobilové závodníky a firmy té doby. Byl to poslední předválečný ročník na brněnském okruhu a poslední závod na původní, téměř třicetikilometrové trati. Po roční přestávce (1936) se na závody sešel obrovský dav odhadem 190 000 až 200 000 diváků. Sezóna 1937 byla poslední pro platnost formule 750 kg. Mercedes vyšrouboval výkon motoru k hranici 448 kW/600 k. Takový výkon byl ve formuli 1 dosažen téměř o 50 let později, na sklonku 80. let s přítlačnými křídly, širokými pneumatikami a klínovitými profily závodních vozů. Asociace AIACR pro nadcházející roky 1938-40 vypsala nová pravidla, pro zdvihový objem motorů bez kompresoru (do 4500 cm³) a s kompresorem (do 3000 cm³).
Tým Auto Union přijel se čtyřmi vozy V-16 typu C pro Bernda Rosemeyera, Hermanna Müllera a pro Achille Varziho, který měl smlouvu jen na 3 poslední závody sezóny. Týmový manažer Dr. Karl Otto Feuereissen měl při nasazení vozů Auto Union Typu C problémy s obsazením týmu, protože Stuck opustil tým dva týdny předtím po Velké ceně Itálie (byl přítomen v Brně pouze jako divák), Hasse byl stále nemocný se zraněním nohou a chodidel, které utrpěl při havárii v Monaku, a Varzi přijel se dvěma obvázanými prsty. Sice odjel několik tréninkových kol, při nichž během prvního tréninkového dne byl velmi pomalý a během druhého tréninkového dne prohlásil, že se zraněnými prsty nemůže řídit. Pak se Feuereissenovi omluvil pro nevolnost a v závodě nestartoval. Do závodu tedy nastoupily pouze 2 vozy Auto Union.
Principál týmu Mercedes Alfred Neubauer přivezl svůj "neporazitelný" tým se 4 vozy (a také se 4 jezdci), včetně posledního mistra Evropy jezdců Rudolfa Caraccioly. Jemu sekundovali Manfred von Brauchitsch, Hermann Lang a Richard Seaman. Do závodu odstartovaly všechny 4 vozy. Scuderia Ferrari nasadila do závodu 2 vozy, zánovní dvanáctiválce Alfa Romeo 12C-36 pro Nuvolariho a Briviem, třetí Alfou Romeo byl už letitý Tipo B/P3, se kterým jel soukromník Renato Balestero. Za tým Ferrari měl startovat i Eugenio Siena rovněž na starším voze Tipo B/P3, ale tomu při tréninku se zlomila kliková hřídel a závodu se nemohl účastnit.
Startovní pole doplňovaly 3 vozy Maserati soukromých jezdců. Původně měl startoval na Maserati i soukromník Paul Pietsch, ale ten v tréninku ve stoupání k Novému Lískovci těžce havaroval. Mimo mnoha pohmožděnin si přivodil i zlomeninu pravé nohy nad kolenem. Měl vlastně štěstí v neštěstí, byl z vozu po nárazu do telegrafního sloupu doslova katapultován a dopadl do zoraného pole. Jeho vůz vzápětí vzplál jasným plamenem. Ze 17 přihlášených jezdců se na start postavilo 12 vozů. Favority byli tovární jezdci Mercedes-Benz, Auto Union a Ferrari. Doba, v níž soukromý jezdec zakoupil pro kategorii Grand Prix nejlepší stroj jakékoliv značky a soupeřil s profesionálními závodníky, pominula.
Startující vozy a jezdci skupiny Grand Prix
| St. č. | Jezdec                  | Stáj             | Značka a typ vozu    | Motor | Motor |
| 2      | Rudolf Caracciola       | Daimler-Benz AG  | Mercedes-Benz W 125  | 5.7   | R-8   |
| 4      | Manfred von Brauchitsch | Daimler-Benz AG  | Mercedes-Benz W 125  | 5.7   | R-8   |
| 6      | Richard Seaman          | Daimler-Benz AG  | Mercedes-Benz W 125  | 5.7   | R-8   |
| 8      | Hermann Lang            | Daimler-Benz AG  | Mercedes-Benz W 125  | 5.7   | R-8   |
| 10     | Bernd Rosemeyer         | Auto Union AG    | Auto Union Typ C     | 6.0   | V-16  |
| 14     | Hermann Müller          | Auto Union AG    | Auto Union Typ C     | 6.0   | V-16  |
| 18     | Tazio Nuvolari          | Scuderia Ferrari | Alfa Romeo 12C-36    | 4.1   | V-12  |
| 20     | Antonio Brivio-Sforza   | Scuderia Ferrari | Alfa Romeo 12C-36    | 4.1   | V-12  |
| 26     | Renato Balestrero       | R. Balestrero    | Alfa Romeo Tipo B/P3 | 2.9   | R-8   |
| 28     | Luigi Soffietti         | L. Soffietti     | Maserati 6C-34       | 3.7   | R-6   |
| 32     | Ernő Feštetics          | hrabě Feštetić   | Maserati 8CM         | 3.0   | R-8   |
| 34     | László Hartmann         | L. Hartmann      | Maserati 8CM         | 3.0   | R-8   |

## Startovní rošt

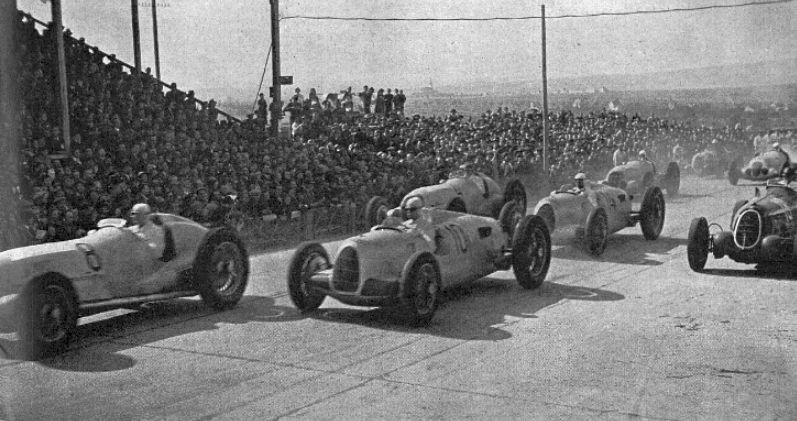
Start Velké ceny Masarykovy 1937, v čele Lang (st. č. 8), Nuvolari (mimo záběr) a Rosemeyer (st. č. 10), za nimi zprava Brivio, Müller a Brauchitsch

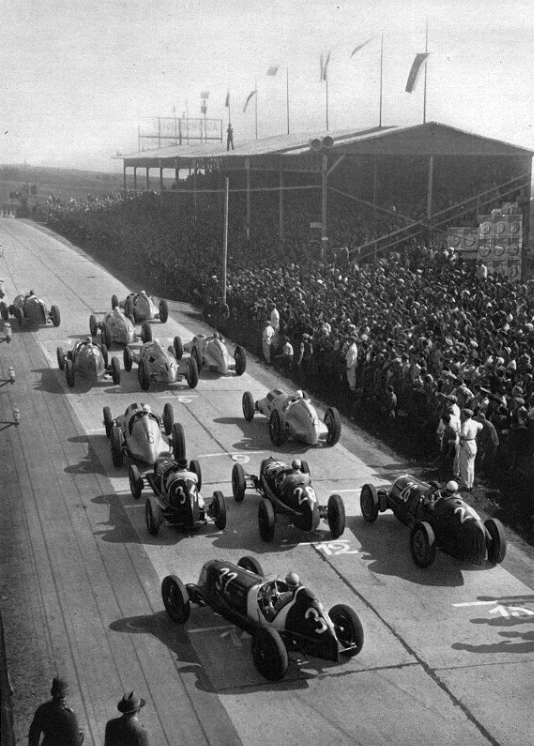
Start závodu vozů Grand Prix, 1. řada zleva Nuvolari a Lang, 2. Rosemeyer, 3. Brivio a Brauchitsch, mezi nimi se tlačí vpřed Müller

Poprvé obě skupiny závodních vozů (Grand Prix a Voiturette) jely samostatné závody. Časy z měřených tréninků se nepoužily k umístění na roštu, přestože to už bylo v té době u většiny ostatních závodů obvyklé. Týmy si vylosovaly umístění na roštu pro prvních osm pozic a soukromí jezdci dostali poslední čtyři pozice. Bylo to dost nepraktické, protože brněnská trať byla v některých místech velmi úzká a předjíždění bylo obtížné. Nejrychlejší kolo v pátečním tréninku zajel Manfred von Brauchitsch v čase 12:26 min. V sobotním tréninku byl čas ještě vylepšen, zvítězil Lang na Mercedesu (12:17 min) před Rosemeyerem na Auto Unionu (12:18 min) a Caracciolou 12:35 min.
| 1.řada | Pos. 1                 |                         | Pos. 2                          |
| ------ | ---------------------- | ----------------------- | ------------------------------- |
|        | 18 Nuvolari Alfa Romeo |                         | 8 Lang Mercedes-Benz            |
| 2.řada |                        | Pos. 3                  |                                 |
|        |                        | 10 Rosemeyer Auto Union |                                 |
| 3.řada | Pos. 4                 |                         | Pos. 5                          |
|        | 20 Brivio Alfa Romeo   |                         | 4 Von Brauchitsch Mercedes-Benz |
| 4.řada |                        | Pos. 6                  |                                 |
|        |                        | 14 Müller Auto Union    |                                 |
| 5.řada | Pos. 7                 |                         | Pos. 8                          |
|        | 6 Seaman Mercedes-Benz |                         | 2 Caracciola Mercedes-Benz      |
| 6.řada |                        | Pos. 9                  |                                 |
|        |                        | 28 Soffietti Maserati   |                                 |
| 7.řada | Pos. 10                |                         | Pos. 11                         |
|        | 34 Hartmann Maserati   |                         | 26 Balestrero Alfa Romeo        |
| 8.řada |                        | Pos. 12                 |                                 |
|        |                        | 32 Feštetics Maserati   |                                 |

## Průběh závodu

### Vozy nad 1500 ccm (Grand Prix)

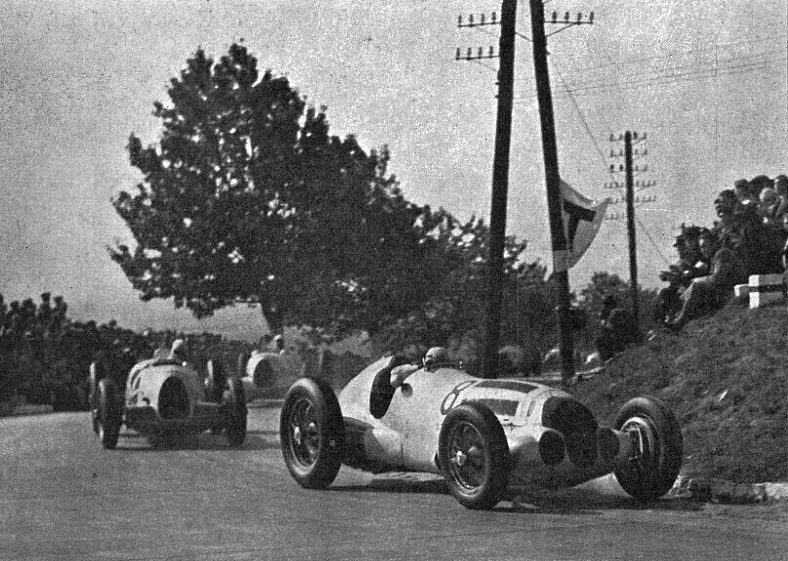
Hermann Lang na W 125 po startu v čele před 2 vozy Auto Union C s Rosemeyerem a Müllerem

Závod, který byl v tomto ročníku zkrácen na 15 kol tj. 437,1 km, byl pro 12 vozů odstartován v 12:15 h. Podle taktického plánu vedoucího týmu Mercedes Neubauera uštvat soupeře šel záhy do čela Lang (Mercedes) sledován Rosemeyerem a Müllerem (oba Auto Union). Rosemeyer svou stíhací jízdu ovšem neustál. Na začátku 2.kola před ostrou levou k Novému Lískovci probrzdil, rychle zařadil zpátečku, vycouval zpět a bez ztráty pozice dál stíhal Langa. V 3. kole se Rosemeyer opět přiblížil k Langovi, ve 4. kole u Kývalky zaútočil a dostal se do čela. Caracciola po startu z 8. místa na roštu se mezitím prokousával polem, jel už na 3. místě a zkrátil odstup od vedoucí dvojice. Závod vzdal Soffietti na Maserati (ohnul zadní osu). Nuvolari za Ostrovačicemi zastavil a měnil kolo.

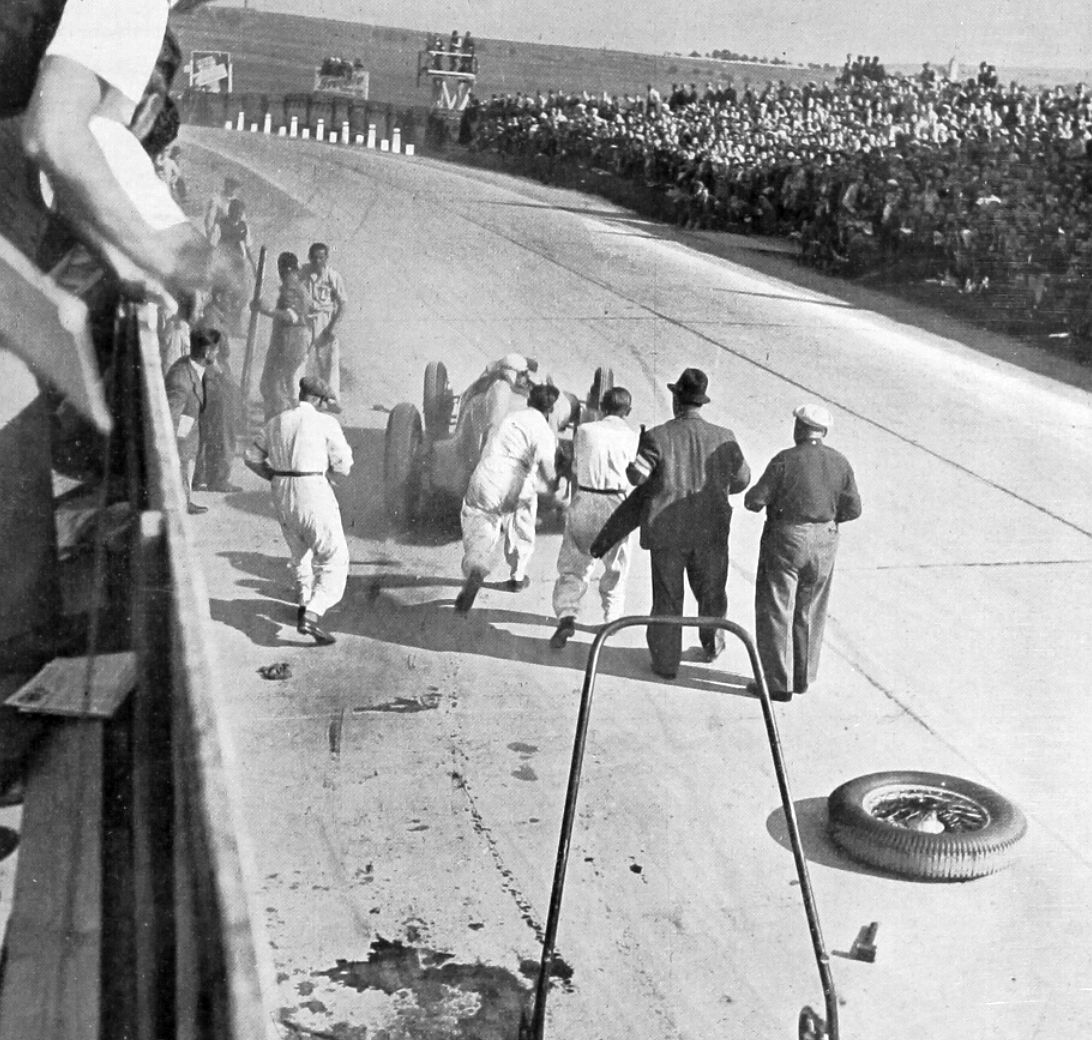
Rudolf Caracciola, vítěz v boji o Velkou Masarykovu cenu 1937, se po výměně pneu v depu vrací na trať v rekordním čase 19 sekund.

V 5. kole při stíhání vedoucího Rosemeyera udělal Lang jezdeckou chybu, jeho Mercedes dostal v pravotočivé zatáčce mezi Žebětínem a Ostrovačicemi smyk (poblíž dnešního automotodromu, tisk přímo uvedl: Nešťastný 13. kilometr) a vjel s mohutným vozem do diváků u trati. Lang neměl šanci smyk zkorigovat, auto se v ostrém úhlu stočilo k protější mezi. Bylo postiženo 11 diváků, z toho dva tak těžce, že zemřeli na operačním stole brněnské nemocnice, dvěma dalším musely být amputovány dolní končetiny. Lang, který byl při nehodě vymrštěn z vozu, se zranil poměrně lehce (tržná rána na hlavě).

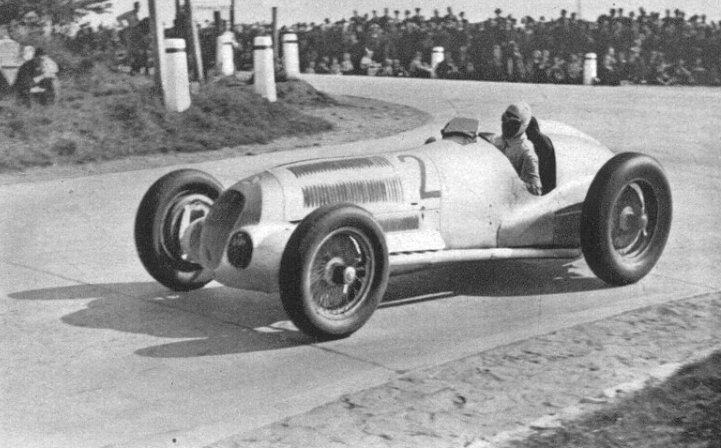
Vítěz Velké ceny Masarykovy Rudolf Caracciola na Mercedes-Benz W 125 (1937)

Na znamení z depa Caracciola zvýšil své tempo, v 6. kole zajel rekordní kolo okruhu a v 7. kole Rosemeyera předstihl. V 8. kole Rosemeyer v Pisárkách zastavil pro poruchu brzd (zablokované kolo) a vzdal. Caracciola tak ztratil posledního nebezpečného soupeře a jel už skoro sólo závod. V desátém kole byl Nuvolari podruhé postižen defektem pneumatiky, pokračoval však v jízdě na ráfku až do pomocného depa v Ostrovačicích. Seaman předstihl Müllera, na něhož se rovněž dotáhl Brauchitsch. Brauchitschův nápor se zdařil a po jedenáctém kole vedly závod tři vozy Mercedes-Benz v pořadí Caracciola, Brauchitsch a Seaman.

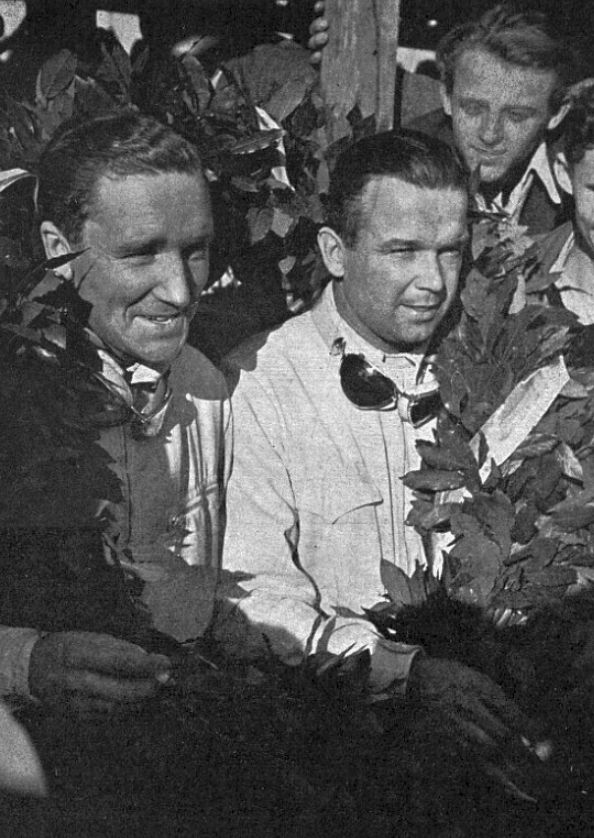
Caracciola a Brauchitsch po vítězství na Velké ceně Masarykově v roce 1937 (zprava)

Rosemeyer se po odpadnutí v 8. kole dokázal vrátit do boxů, když ho tam jeden ochotný divák zavezl. Müller (z 2. místa klesl na 4.) pak dostal signál, aby zastavil v dalším kole, a předal po 11. kole vůz Rosemeyerovi. Rosemeyer začal zajíždět rychlá kola a stáhl ztrátu na Seamana na třetím místě na 48 vteřin. Trvalo nějakou dobu, než z boxů Mercedesu upozornili Seamana na zezadu blížící se nebezpečí. Neuvěřitelné se stalo skutkem a Rosemeyer předjel překvapeného Seamana a přerušil tak defilé tří mercedesek v čele závodu. Rosemeyer začal stíhat i 2. Brauchitsche, ale potřeboval by asi ještě jedno kolo navíc. V cíli ho od Brauchitsche dělilo jen pět vteřin.
Po 15. kolech Caracciola s 36 vteřinovým náskokem zvítězil v čase 3:09:25,3 h v průměrné rychlosti 138,4 km/h před svým týmovým kolegou Brauchitschem. Na Masarykově okruhu v Brně měl Caracciola vždy smůlu. Startoval zde čtyřikrát a nikdy nedojel (1930, 1931, 1934, 1935). Až v roce 1937, při 5. startu, protrhl smůlu a v posledním, předválečném závodě typu Grand Prix na starém brněnském okruhu vyhrál. Zajel i rekord na 1 kolo, když 6. kolo ujel za 11:59,3 min tj. 145,8 km/h. Na 3. místě dojel Rosemeyer na Müllerově voze před Seamanem a Nuvolarim na pátém místě, kolo za vítězem. Byl to jeden z posledních případů, kdy „Létající Mantovan“ dokončil závod na Alfě Romeo. Mimo dvou defektů měl v závěru potíže se svíčkami, takže dojížděl závod na 11 a potom na 10 válců. Od léta 1938 přestoupil do závodního týmu Auto Union.
Pro další ročník byl naplánován termín 25. září 1938, který se vzhledem k mezinárodní situaci již nemohl uskutečnit (všeobecná mobilizace 23. září, mnichovská dohoda 29.-30. září).
| Pořadí | St. č. | Jezdec                   | Stáj             | Značka a typ vozu    | Motor | Motor | Kola | Čas/stav    | Odstup       |
| 1.     | 2      | Rudolf Caracciola        | Daimler-Benz AG  | Mercedes-Benz W 125  | 5.7   | S-8   | 15   | 3:09:25,3 h |              |
| 2.     | 4      | Manfred von Brauchitsch  | Daimler-Benz AG  | Mercedes-Benz W 125  | 5.7   | S-8   | 15   | 3:10:01,7 h | + 36,4 s     |
| 3.     | 14     | H. Müller / B. Rosemeyer | Auto Union AG    | Auto Union Typ C     | 6.0   | V-16  | 15   | 3:10:07,1 h | + 41,8 s     |
| 4.     | 6      | Richard Seaman           | Daimler-Benz AG  | Mercedes-Benz W 125  | 5.7   | S-8   | 15   | 3:10:43,8 h | + 1:18,5 min |
| 5.     | 18     | Tazio Nuvolari           | Scuderia Ferrari | Alfa Romeo 12C-36    | 4.1   | V-12  | 14   |             | - 1 kolo     |
| 6.     | 20     | Antonio Brivio-Sforza    | Scuderia Ferrari | Alfa Romeo 12C-36    | 4.1   | V-12  | 14   |             | - 1 kolo     |
| 7.     | 34     | László Hartmann          | L. Hartmann      | Maserati 4CM         | 2.5   | S-4   | 13   |             | - 2 kola     |
| 8.     | 32     | Ernő Festetics           | hrabě Festetics  | Maserati 8CM         | 3.0   | S-8   | 12   |             | - 3 kola     |
| DNF    | 10     | Bernd Rosemeyer          | Auto Union AG    | Auto Union Typ C     | 6.0   | V-16  | 7    | havárie     |              |
| DNF    | 8      | Hermann Lang             | Daimler-Benz AG  | Mercedes-Benz W 125  | 5.7   | S-8   | 4    | havárie     |              |
| DNF    | 26     | Renato Balestrero        | R. Balestrero    | Alfa Romeo Tipo B/P3 | 2.9   | S-8   | 4    | porucha     |              |
| DNF    | 28     | Luigi Soffietti          | L. Soffietti     | Maserati 6C-34       | 3.7   | S-6   | 4    | zadní osa   |              |

Po závodě zahájila pojišťovna, u které byl ČAMS pojištěn, jednání o likvidaci náhrad poškozeným. Rodiny pozůstalých krátce po pohřbu obětí zažalovaly ČAMS, Mercedes i Hermanna Langa. Celý případ se táhl 4 roky a v právním systému třetí říše vyšuměl do ztracena. V roce 1959 obdržel Mercedes požadavek na proplacení odškodného pro 3 nejvíce poškozené s amputovanými končetinami. Právní oddělení Mercedesu kontaktovalo Alfreda Neubauera s dotazem, zda mají požadavek akceptovat. To Neubauer rezolutně zamítl a své rozhodnutí zdůvodnil, že by to vedlo k precedentu. Nešťastnou roli totiž sehrál Mercedes i při největší tragédii při automobilovém závodě 24 hodin v Le Mans, kdy v roce 1955 zahynulo více než osm desítek diváků a asi 100 těžce zraněných.

### Vozy do 1500 ccm (Velká cena Brna)

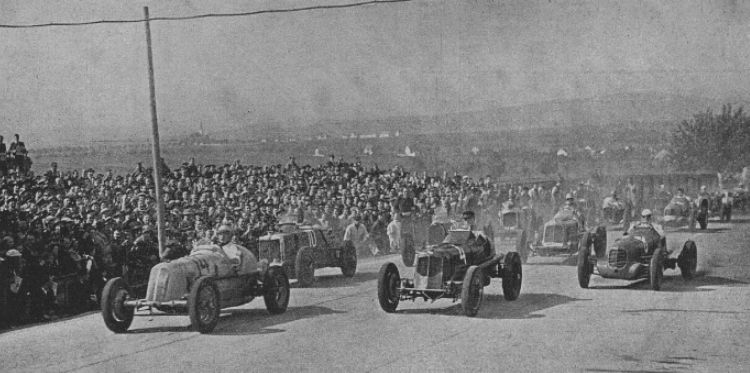
Start Velké ceny Brna 1937, v čele Graffenried (st. 14), Martin (st. č. 4), Pohl (st. č. 10) a pozdější vítěz Villoresi (st. č. 6)

Závod označený jako Velká cena Brna se jel na 5 kol v celkové délce 145,7 km. Byl 21. závod sezony pro vozy kategorie Voiturette (do 1,5 l). Tento závod program otevíral, hlavní závod se jel až po skončení Velké ceny Brna. Po slavnostním zahájení v 10:05 h pietním projevem ing. Vrby (předseda ČAMS), kterým vzpomněl před 12 dny zesnulého prezidenta T. G. Masaryka, se 13 jezdců připravilo na start závodu. Pořadí na roštu se vylosovalo, v prvé řadě stáli Pohl a Martin, za nimi uprostřed princ Bira a za ním baron Graffenried, Villoresi, Sojka a další. V 10:35 h byl závod odstartován. Charles Martin (ERA A, řadový šestiválec se zdvihovým objemem 1488 ccm s kompresorem Roots a výkonu 112-130 kW/150-175 k při 6500 ot./min) se ujal vedení závodu následovaný Birou (ERA B, novější verze typu A) a Luigim Villoresim (Maserati 6CM, řadový šestiválec se zdvihovým objemem 1493 ccm s kompresorem Roots a výkonem 130 kW/175 k ). Bira nezvládl první zatáčku před Novým Lískovcem a vjel do únikové zóny. Nasadil ostré tempo a na konci 1. kola jel už zase na 2. místě za Martinem. Po 1. kole bylo pořadí prvních jezdců Martin, Bira, Villoresi a Hartmann. Bira potom dostal v Pisárkách smyk a lehkým nárazem si poškodil výfuk, z nějž se vyvalil dým. Přesto Bira opět zahájil stíhací jízdu a v ostrovačickém úseku převzal vedení. Uštvaný agregát však Birovi nevydržel, od předposledního kola běžel jen na pět válců.

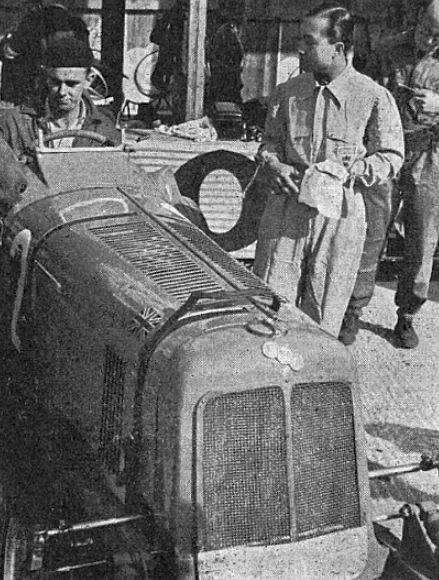
Princ Bira ze Siamu, st. č. 2 na voze ERA skončil ve Velké ceně Brna na 4. místě (1937)

V dalších kolech se na čele pořadí příliš neměnilo, ale o to zajímavější byl boj o další pozice. Za první třemi jeli Hartmann a Graffenried (oba na Maserati), za nimi na 6.-8. místě Češi Sojka (Bugatti), Pohl (MG K3 Magnette) a Vaníček (Bugatti). Ve 4. kole předjeli Sojka a Pohl Graffenrieda, ale v posledním kole Pohlovi praskla pneumatika asi 1 km před cílem, nezvládl řízení, převrátil vůz a havaroval. Při jeho havárii byli postiženi také dva z diváků, naštěstí lehčeji.
Ital Luigi Villoresi na voze Maserati v posledním kole předstihl Angličana Martina (ERA), který se v posledním kole potýkal s vadnou svíčkou, a vyhrál tak závod vozů do 1500 cm³, na 3. místě dojel Maďar Hartmann. Villoresi zvítězil v čase 1:10:19,9 h průměrnou rychlostí 124,28 km/h a zajel i nejrychlejší kolo závodu za 13:47 min (126,85 km/h). Hartmann startoval na brněnském okruhu 5x, v roce 1932 nedojel (voiturette), v letech 1933-5 skončil na 5. místě, na 8. místě a znovu na 5. místě (Grand Prix). V roce 1937 dosáhl tedy svého nejlepšího výkonu, když se postavil jako 3. na stupně vítězů. O pár minut později startoval i v hlavním závodě Grand Prix, kde skončil na 7. místě. To byl jeho poslední dokončený závod, protože 15. května 1938 zahynul při Velké ceně Tripolisu. Na 4. místě pro technické potíže dojel siamský princ Bira (závodil pod pseudonymem B. Bira, plným jménem Birabongse Bhanudej Bhanubandh). Do Brna se vrátil v roce 1949, kdy startoval s Maserati na Velké ceně Československa 1949.

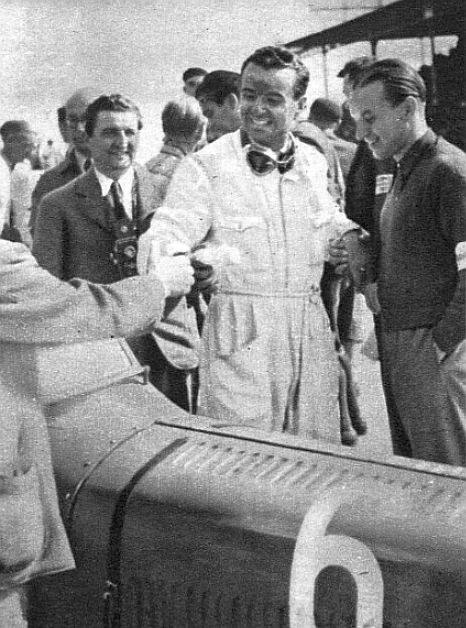
Luigi Villoresi na Maserati 6CM, vítěz Velké ceny Masarykovy 1937 v třídě voiturette

Bruno Sojka dojel tentokráte na 5. místě, což bylo jeho nejhorší umístění v absolvovaných brněnských závodech. Sojka jel v Brně 6x a 4x skončil na 3. místě (1931-2, 1934-5) a jednou dojel druhý (1933). Zdeněk Pohl na MG K3 Magnette jezdil na 6. pozici. Ale v Bosonohách měl defekt pneumatiky a vůz se začal smýkat po vozovce, vyletěl do vzduchu, dopadl na silnici a roloval na druhou stranu k patníku. Zdeněk vypadl z vozu a utrpěl těžké zranění páteře a žeber. Bylo to v posledním kole závodu, asi 1 km před cílem. Byl převezen do Úrazové nemocnice v Brně, kde strávil při léčení téměř 3 měsíce. Za rok 1937 byl Pohl za sportovní výsledky odměněn sportovní komisí AKRČs zlatým odznakem. Slavnostní rozdílení cen se konalo v sídle Autoklubu 20. listopadu, ale bez Zdeňka Pohla, který v tu dobu ještě ležel v nemocnici až do prosince, kdy mu byl sádrový obvaz sejmut. Těžká nehoda načas ukončila Pohlovy závodní aktivity a za volant se vrátil až po válce. 
| Pořadí | St. č. | Jezdec                  | Stáj                | Značka a typ vozu | Motor | Motor | Kola | Čas/stav                    | Odstup   |
| 1.     | 6      | Luigi Villoresi         | Scuderia Ambrosiana | Maserati 6CM      | 1.5   | R-6   | 5    | 1:10:19,8 h                 |          |
| 2.     | 4      | Charles Martin          | C. Martin           | ERA A             | 1.5   | R-6   | 5    | 1:10:34,4 h                 | + 14,6 s |
| 3.     | 20     | László Hartmann         | L. Hartmann         | Maserati 4CM      | 1.5   | R-4   | 5    | 1:11:06,0 h                 | + 46,2 s |
| 4.     | 2      | "B Bira"                | princ Bira          | ERA B             | 1.5   | R-6   | 5    | 1:15:46,3 h                 |          |
| 5.     | 8      | Bruno Sojka             | B. Sojka            | Bugatti Type 51A  | 1.5   | R-8   | 5    | 1:15:48,0 h                 |          |
| 6.     | 14     | Emmanuel de Graffenried | J. Du Puy           | Maserati 4CM      | 1.5   | R-4   | 4    | 1:17:13,9 h                 |          |
| 7.     | 22     | Václav Vaníček          | V. Vaníček          | Bugatti Type 37A  | 1.5   | R-4   | 4    | 1:24:28,8 h přidřený píst   |          |
| 8.     | 28     | František Hoštálek      | F. Hoštálek         | Z 14              | 1.5   | B-8   | 4    | mechanická porucha          |          |
| DNF    | 10     | Zdeněk Pohl             | Z. Pohl             | MG K3 Magnette    | 1.1   | R-6   | 4    | havárie                     |          |
| DNF    | 32     | Vladimír Pohorecký      | Dr V. Pohorecký     | Salmson           |       |       | 3    |                             |          |
| DNF    | 34     | Max Ruess               | M. Ruess            | BMW               |       |       | 3    | defekt zadního kola         |          |
| DNF    | 18     | Robert Fleischanderi    | R. Fleischanderi    | Amilcar C6        | 1.1   | R-6   | 3    | náraz, poškozena přední osa |          |
| DNF    | ?      | Antonín Komár           | A. Komár            | Bugatti Type T37A | 1.5   | R-4   | 2    | porucha pístu               |          |

## Galerie

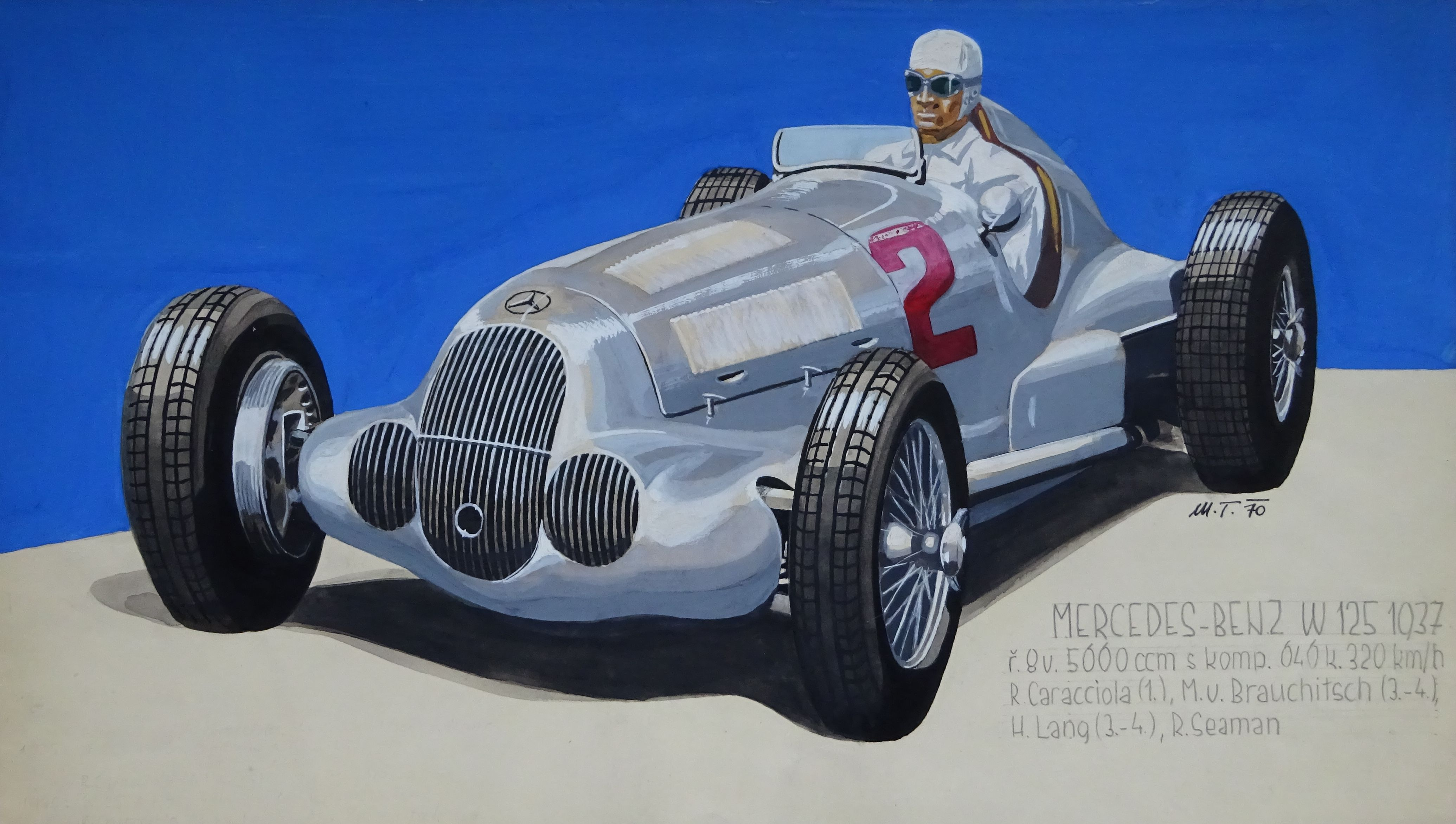
Mercedes-Benz W 125, na kterém jeli Caracciola, Brauchitsch, Seaman a Lang
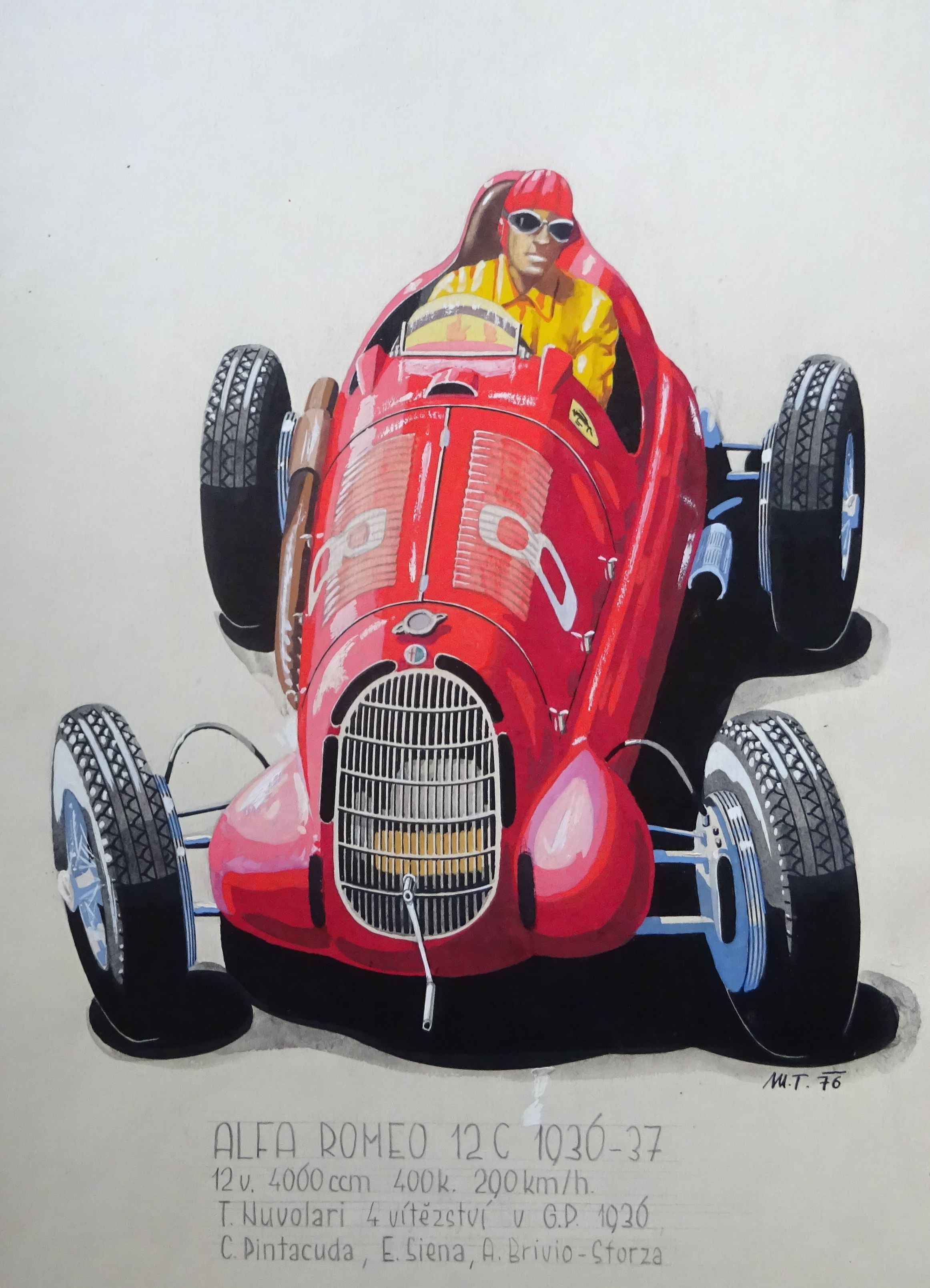
Alfa Romeo 12C-36, na které jeli Tazio Nuvolari a Antonio Brivio-Sforza
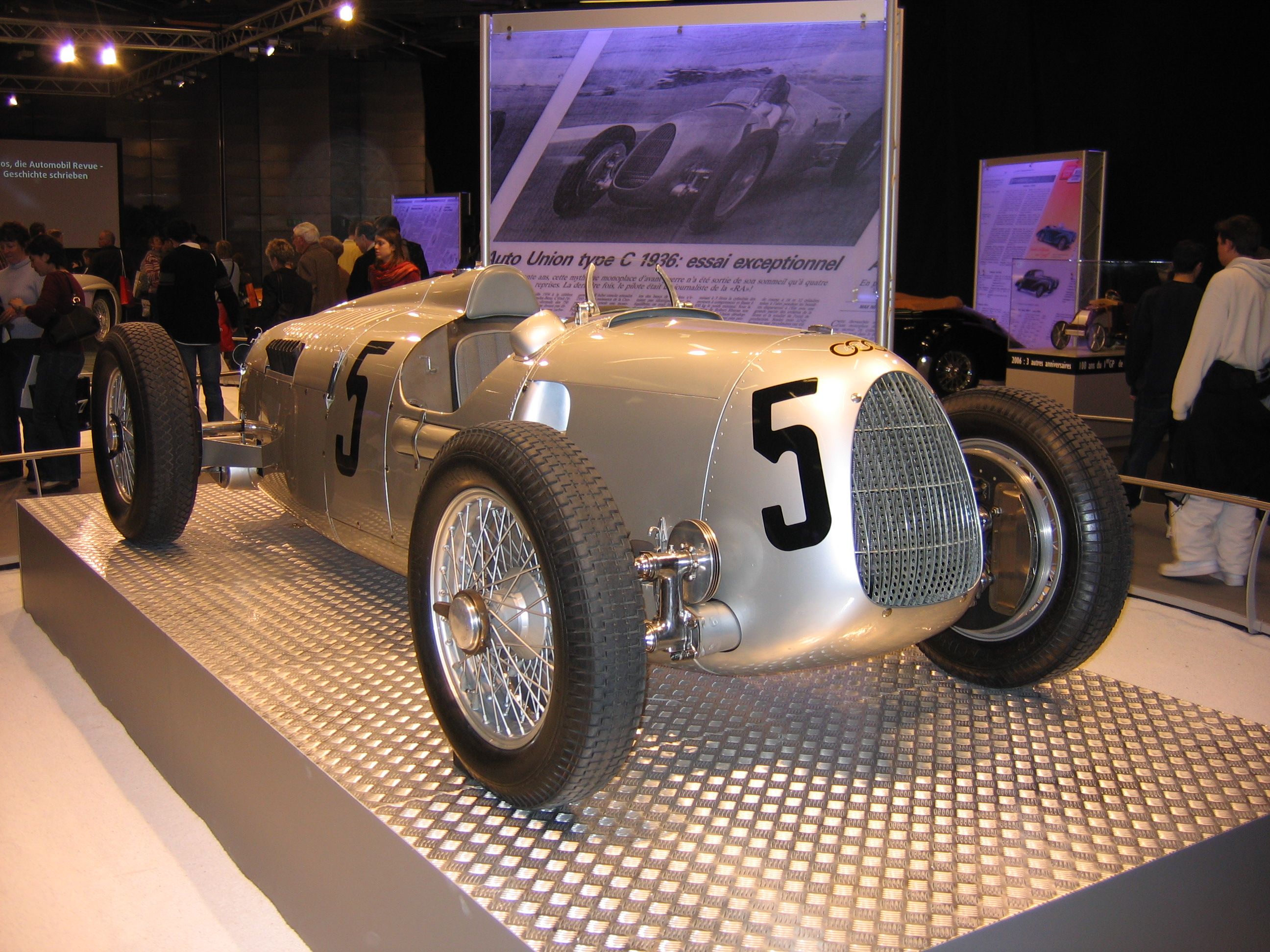
Auto Union Typ C, se kterým jeli Rosemeyer a Müller (Motorshow Ženeva 2006)
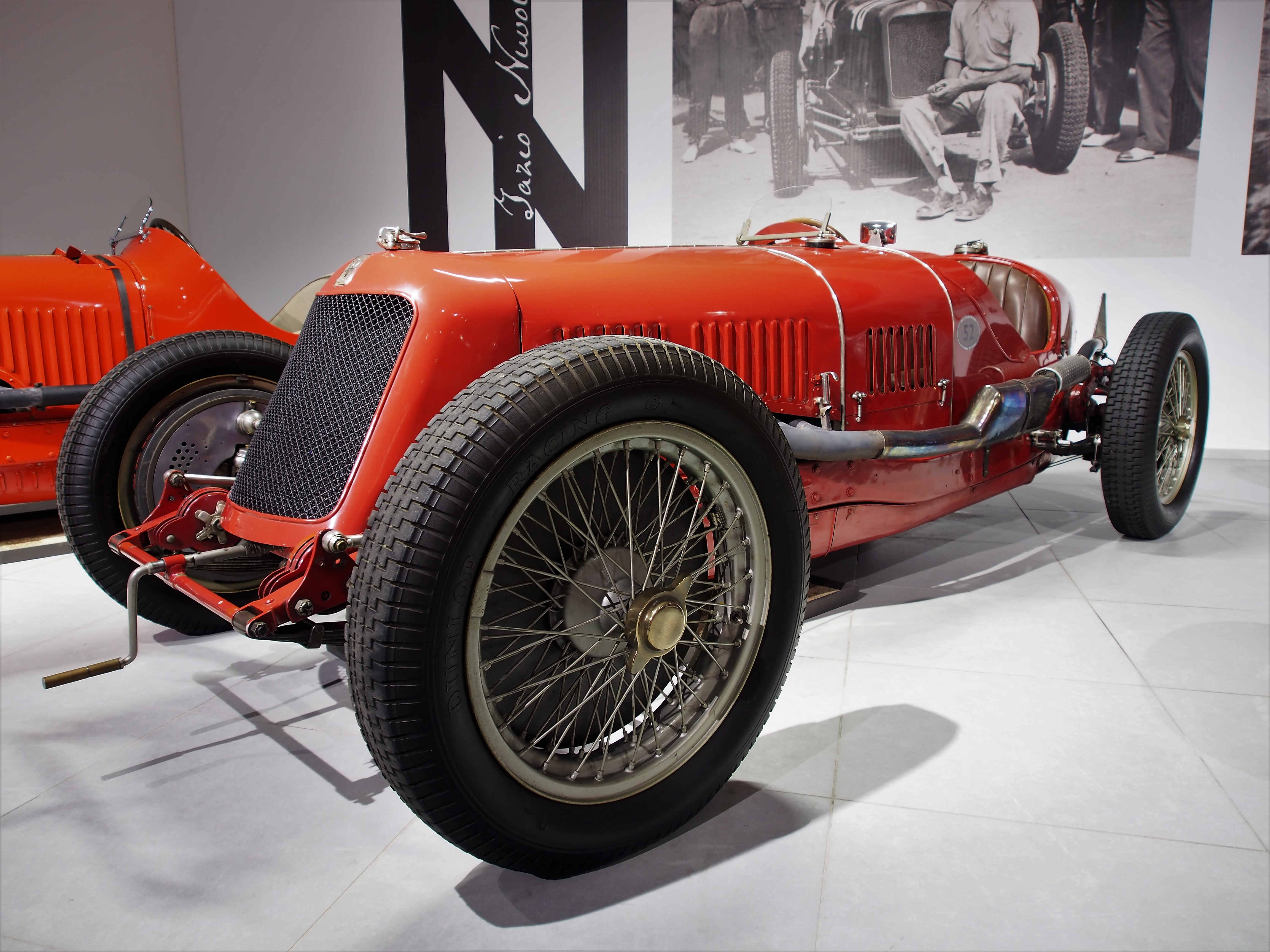
Maserati 8CM, na kterém jel Ernő Feštetics (Louwman Museum 2017)